# غارب قاد (وشحة)

تعديل مصدري - تعديل

غارب قاد هي إحدى قرى عزلة بني هني بمديرية وشحة التابعة لمحافظة حجة، بلغ تعداد سكانها 265 نسمة حسب تعداد اليمن لعام 2004.